# Fontana Liri
Fontana Liri is een gemeente in de Italiaanse provincie Frosinone (regio Latium) en telt 3127 inwoners (31-12-2004). De oppervlakte bedraagt 16,0 km², de bevolkingsdichtheid is 214 inwoners per km².

## Demografie
Fontana Liri telt ongeveer 1348 huishoudens. Het aantal inwoners daalde in de periode 1991-2001 met 2,7% volgens cijfers uit de tienjaarlijkse volkstellingen van ISTAT.
| Jaar | Inwoneraantal |
| ---- | ------------- |
| 1991 | 3303          |
| 2001 | 3215          |

## Geografie
Fontana Liri grenst aan de volgende gemeenten: Arce, Arpino, Monte San Giovanni Campano, Rocca d'Arce, Santopadre.

## Geboren in Fontana Liri
- Marcello Mastroianni (1924-1996), Italiaans acteur